# Mithridates 6. af Pontos
Mitradates 6. Eupator (132 f.Kr. – 63 f.Kr.) var konge af Pontos fra år 120 f.Kr. til 63 f.Kr. efter faderen Mithridates 5. af Pontos. 
Han var en af Romerrigets mest formidable og succesrige modstandere. Hans mål om herredømmet i Lilleasien bragte ham i konflikt med romerne. Han udkæmpede tre krige mod dem; den første var 1. Mitradates-krig (88 f.Kr.-84 f.Kr.), hvor han udnyttede et oprør på den italiske halvø, til at få det meste af Lilleasien i sin magt. Han blev imidlertid 84 f.Kr. besejret af Cornelius Sulla (romersk diktator).
Yderligere to krige udkæmpedes, inden Gnæus Pompejus 65 f.Kr. erobrede selve Pontos, annekterede det og fordrev Mitradates til Krim.

## Herkomst og familie
Mithridates var en prins af Persisk og Græsk Makedonisk herkomst. Han hævdede afstamning fra den Persiske konge Dareios 1.  og nedstammede fra Alexander den Stores generaler og senere konger: Antigonus 1. Monophthalmus, Seleukos 1., og Antipater. Han var den første søn blandt de andre børn, der fødes til Laodice 6. og Mithridates 5. i Pontos. Hans forældre var fjerne slægtninge og havde slægt fra Seleukid dynastiet. Hans far, Mithridates 5., var en prins og søn af den tidligere Pontic Monark Farnakes 1. af Pontos. Hans mor, Laodice 6., var en Seleukid prinsesse og datter af Seleukid Monarken Antiochos 4.